# Bowi
Bowi è un EP del cantautore britannico Nick Lowe, pubblicato nel 1977.

## Il disco
Il titolo del disco e la copertina sono intesi come una risposta ironica all'album Low di David Bowie, uscito anch'esso nel 1977.
Delle quattro tracce che compongono l'EP soltanto una viene poi inserita in album successivi; si tratta di Marie Provost, che fa parte anche dell'album Jesus of Cool (1978). Questo brano, come si evince dal titolo, è dedicato e ispirato all'attrice Marie Prevost.
La prima traccia Born a Woman è l'unica non scritta da Nick Lowe. La canzone è stata scritta da Martha Sharp ed è originariamente interpretata dalla cantante statunitense Sandy Posey.

## Tracce
1. Born a Woman
2. Shake That Rat
3. Marie Provost
4. Endless Sleep